# Рогалик
Рога́лик — хлебобулочное изделие, представляющее из себя маленькую пшеничную булочку в форме рога. Существует распространённое заблуждение, что рогалик не может быть изготовлен из слоёного теста, но эта версия не имеет словарного и документального подтверждения. Выпекаются сладкими или солёными, могут содержать различные начинки, такие как творог, джем, мак.

## Приготовление
Рогалики могут быть изготовлены из различного вида теста — от дрожжевого до песочного. Перед выпечкой рогалик может быть посыпан маком, кунжутом и другими семечками, а также пряностями. Иногда рогалики начиняют джемом, сыром и другими видами начинки.
Готовые изделия могут быть как солёные, так и сладкие. Несладкие часто употребляют как хлеб/булочку, намазав джемом или мёдом. Сладкие считаются самостоятельными кондитерскими изделиями. Также встретить пряное тесто для рогаликов не редкость. Они могут содержать в себе различные специи, а также фрукты.

## История
Форма рогалика ассоциируется с формой полумесяца на турецком флаге. По легенде, первый рогалик испёк венский пекарь в XVII веке, после неудачной попытки захвата турками крепости.
Однако хлебные изделия в изогнутой форме были известны разным народам ещё раньше. Так, например, Гарри Лемарк[кто?] утверждает, что рогалики выпекались уже в XII веке.
Долгое время считалось, что рогалики впервые появились в 1686 году в честь освобождения Буды от Османской империи. Празднуя победу, один из кондитеров испёк рогалики в виде полумесяца, изображённого на османском флаге.
Однако эта легенда была развеяна историком Карлом Теплы в 1985 году. Первое упоминание о рогаликах относится к XII веку.

## Рогалик в кухнях мира
Рогалик встречается во многих европейских кухнях, в том числе болгарской, венгерской, македонской, молдавской, польской и др. Традиционно рогалики изготавливали из дрожжевого теста. Позже появились разновидности из слоёного теста (круассан). Сейчас во многих странах популярны сладкие рассыпчатые рогалики, в которых мука заменена на размолотые орехи, например, ванильные рогалики в австрийской кухне.

## Галерея

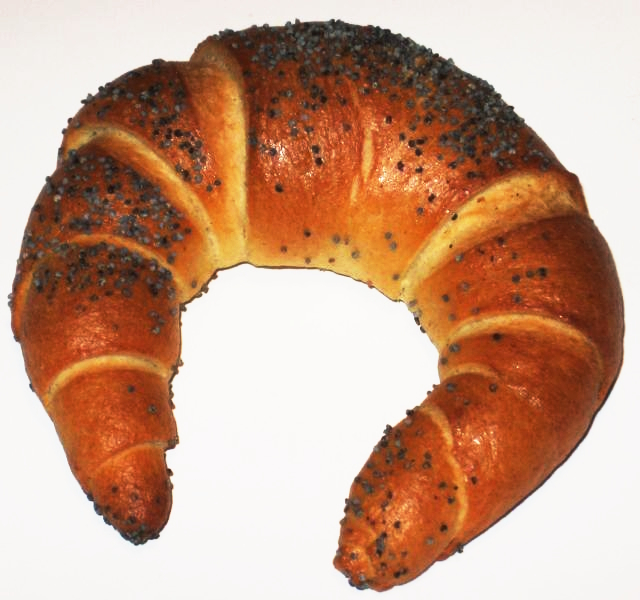
Маковый рогалик
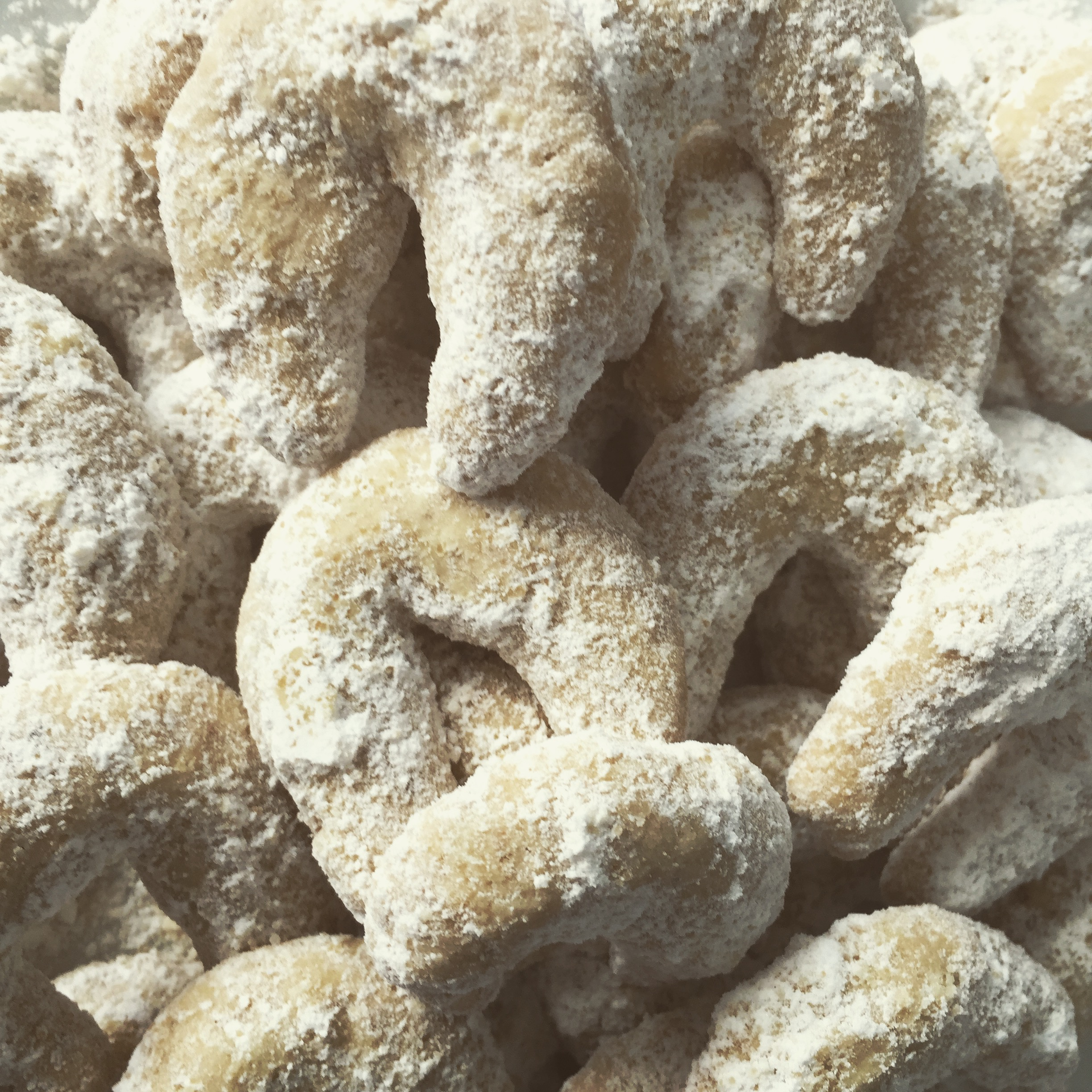
Ванильные рогалики
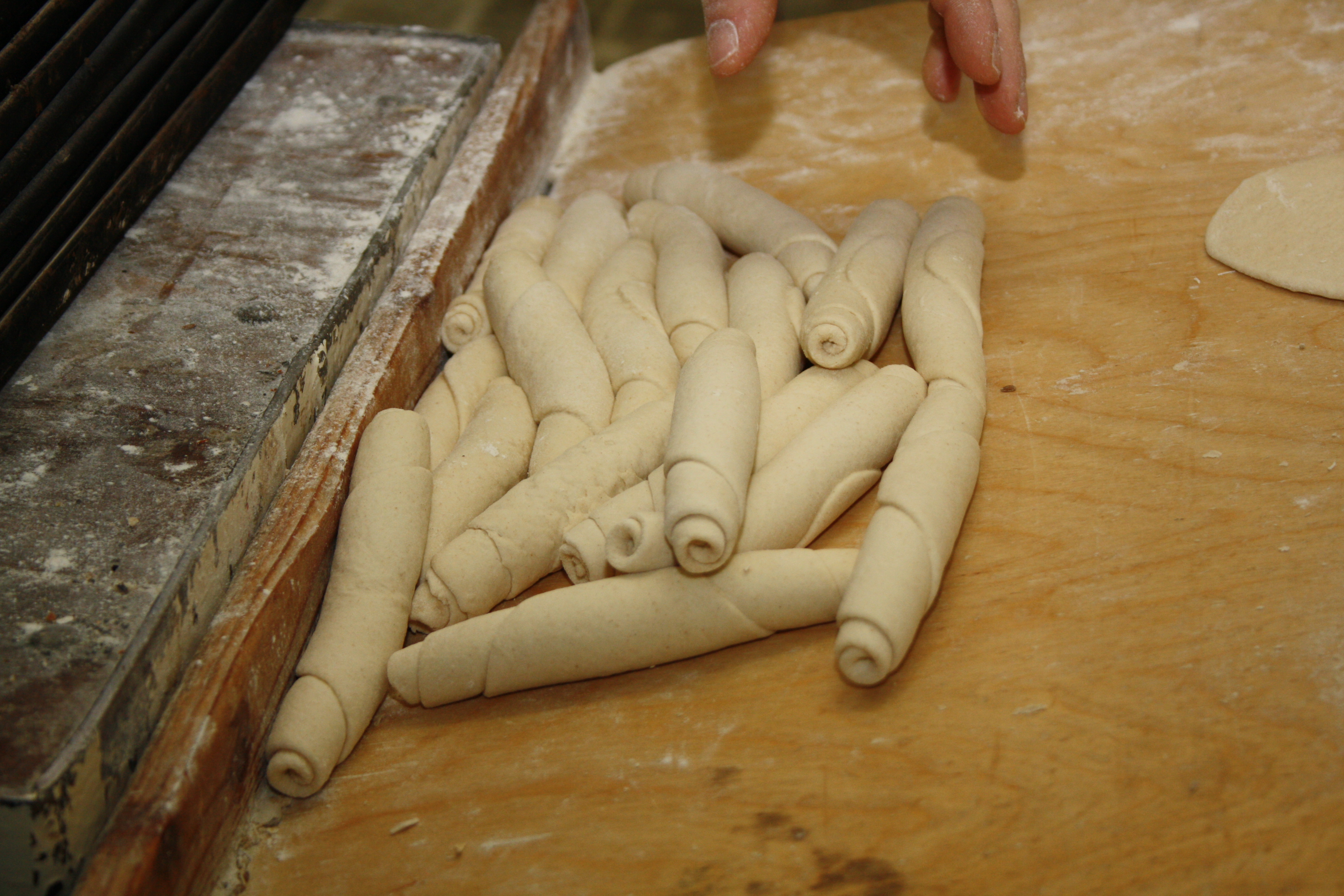
Завёрнутое тесто в виде рогаликов
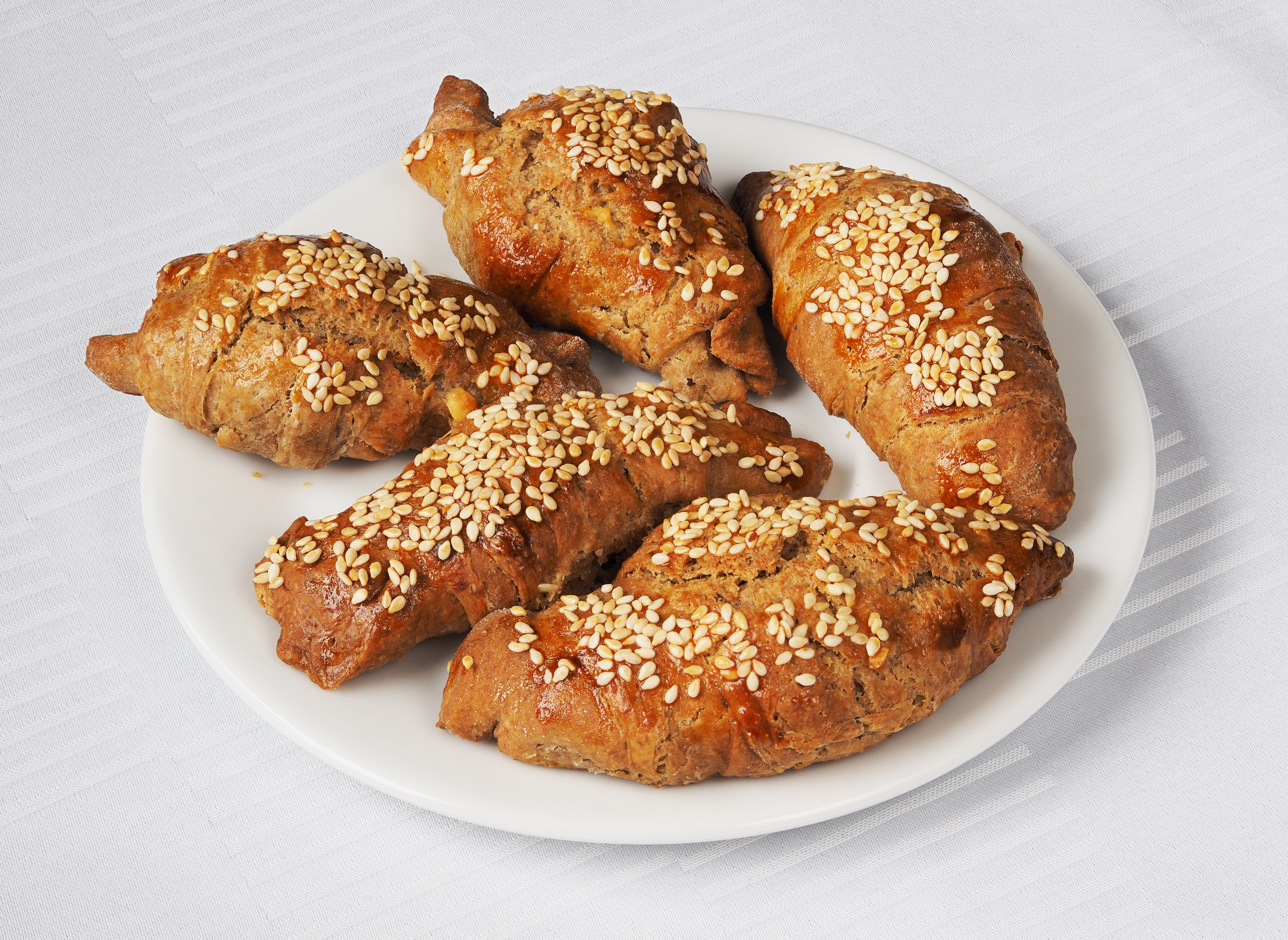
Сербский рогалик из полбы, фаршированный овечьим сыром и посыпанный кунжутом